# Saki
Hector Hugh Munro mais conhecido por seu pseudônimo Saki (Akyab, 18 de Dezembro de 1870 — Beaumont-Hamel, 14 de Novembro de 1916) foi um escritor britânico, cujos contos satíricos e macabros expunham a natureza da sociedade inglesa na primeira década do século XX.

## Obras
- 1899 "Dogged" (conto, referido com o autor H. H. M. em St. Paul's, 18 fevereiro)
- 1900 The Rise of the Russian Empire (História)
- 1902 "The Woman Who Never Should" (esboço político no Westminster Gazette, 22 julho)
- 1902 The Not So Stories (esboços políticos no The Westminster Annual)
- 1902 The Westminster Alice (esboços políticos com ilustrações de F. Carruthers Gould)
- 1904 Reginald (contos)
- 1910 Reginald in Russia (contos)
- 1911 The Chronicles of Clovis (contos)
- 1912 The Unbearable Bassington (romance)
- 1913 When William Came (romance)
- 1914 Beasts and Super-Beasts (contos, incluindo "The Lumber-Room")
- 1914 "The East Wing" (conto, em Lucas's Annual / Methuen's Annual)

Publicações póstumas:
- 1919 The Toys of Peace (contos)
- 1924 The Square Egg and Other Sketches (contos)
- 1924 "The Watched Pot" (peça de teatro, em co-autoria com Charles Maude)
- 1926-27 The Works of Saki (8 volumes)
- 1930 The Complete Short Stories of Saki
- 1933 The Complete Novels and Plays of Saki (incluindo The Westminster Alice)
- 1934 The Miracle-Merchant (em One-Act Plays for Stage and Study 8)
- 1950 The Best of Saki (editado por Graham Greene)
- 1963 The Bodley Head Saki
- 1976 The Complete Saki
- 1976 Short Stories (editado por John Letts)
- 1981 seis histórias não coligidas anteriormente em Saki, uma biografia por A. J. Langguth
- 1988 Saki: The Complete Saki, Penguin editions ISBN 978-0-14-118078-6
- 1995 The Secret Sin of Septimus Brope, and Other Stories
- 2006 A Shot in the Dark (uma compilação de 15 histórias)
- 2010 Improper Stories, Daunt Books (18 contos)